# Crise boursière de 1825
La crise boursière de 1825 a commencé par un krach à la Bourse de Londres le 17 décembre 1825. Elle a principalement touché des investisseurs britanniques ayant placé des fonds dans des sociétés d'Amérique latine, après les indépendances qui ont suivi l'éclatement de l'Empire espagnol.

## Histoire

### L'origine: l'expansion des mines en Amérique du Sud après les indépendances
À partir de 1820 et malgré la crise bancaire de 1819 aux États-Unis, bon nombre de banques anglaises émettent des billets de banque, en profitant de l'arrivée de métaux précieux d'Amérique latine, où l'Empire espagnol vient de se disloquer. L'Angleterre sortait d'une longue crise monétaire qui avait duré de 1792 à 1815, et qui avait vu la suspension de le convertibilité de la livre sterling, une inflation sensible, une famine monétaire et un accroissement considérable de la dette publique, du fait de plusieurs guerres menées de front.
En avril 1822, le parlement autorise même la Banque d'Angleterre et les banques régionales à émettre des billets au-dessous de 5 livres. Pendant les quatre années précédant la crise, la Grande-Bretagne a connu une forte expansion monétaire, bancaire et boursière, favorisée par l'Act for the Resumption of Cash Payments de 1819, qui annonce la reprise de la convertibilité-or, achevée en 1821, et s'appuie sur la plus grande disponibilité des métaux précieux.
Aux États-Unis, la crise bancaire de 1819 a eu pour conséquence l'invention en 1825 à Boston du système Suffolk, chambre de compensation pour les billets de banque. Résultat de cette préoccupation d'assurer la sécurité de la monnaie-papier, la Second Bank of the United States naît en 1827 avec un capital de 35 millions de dollars.
En 1822 aussi, les États-Unis reconnaissent les nouvelles républiques indépendantes d'Amérique latine nées de l'éclatement de l'Empire espagnol, affaibli par l'expédition d'Espagne, lancée par la France. Britanniques et Américains se disputent la conquête de ces nouveaux marchés. Des dizaines de mines d'or et d'argent font leur introduction en Bourse à Londres. Banques et commerces se multiplient.
La guerre d'indépendance du Mexique s'est achevée le 18 septembre 1821, l'année où les frères Arnaud créent le magasin "El Cajon de Ropa de Las Sietes Puertas", qui devient peu à peu une vaste chaîne commerciale. Les investissements miniers se multiplient au Pérou, né le 9 décembre 1824 de la bataille d'Ayacucho, qui voit le général Antonio José de Sucre battre les Espagnols, tandis que le Haut-Pérou, resté fidèle à Bolivar, prend le nom de Bolivie. Au Chili, indépendant depuis 1818, une banque nationale, au capital de 10 millions de piastres, est créée en 1825 et distribue massivement du crédit.
Au Chili, l'ex-ministre des relations extérieures Mariano de Egana, ambassadeur en Europe, négocie la reconnaissance officielle par Londres et un grand emprunt. La "Compagnie du Pérou", capitalisée de deux millions de sterling, extrait du Cerro de Pasco un tiers de la production d'argent du pays. La partie orientale devient la Bolivie, fidèle à Bolivar, qui nationalise des mines abandonnées, le 2 août 1825,, futur président colombien, et James Paroissien, médecin anglais devenu général bolivariste.
En Colombie, l'ingénieur des mines Jean-Baptiste Boussingault, conseiller de Simón Bolívar, accueille 150 mineurs britanniques sur les mines d'or et d'argent de la Vega de Supia, un gisement remarqué en 1803 par son ami Alexander von Humboldt et mis en garantie par Bolivar auprès de créanciers anglais pendant les guerres de libération. En mars 1825, la Compagnie mexicaine des mines de Guanajuato et de Real de Catorce, présidée par Lucas Alamán, ex-député de Guanajuato à Madrid et ministre mexicain, quadruple son capital. Deux écoles sont bâties dans la ville. À Real Del Monte, Pedro Romero de Terreros, comte de Regla, construit un hôpital pour ses 150 techniciens britanniques.

### L'accélération de la spéculation en 1824
Alors que la Bourse de Londres compte 156 sociétés cotées en 1824, pour une capitalisation de 48 millions de livres, au cours des douze mois suivants, des prospectus d'émission sont développés par pas moins de 625 sociétés souhaitant lever un total de 372 millions de livres, dont 38 millions pour le secteur des mines et 52 millions pour les sociétés d'investissement, sommes qui sont principalement investies à l'étranger
.
À la suite de spéculations intenses sur l'ensemble des investissements latino-américains (banques, assurances, armement de bateaux, construction de canaux…), une partie de la communauté financière britannique s'inquiète de l'envoi exagéré de capitaux et de la fondation de trop nombreuses entreprises entrant en Bourse, qui se traduit par une envolée rapide des cours. Les actions de mines anglo-mexicaines, sur lesquelles en moyenne 10 livres seulement sont payées, sont cotées 43 livres le 10 décembre 1824 puis 150 livres le 11 janvier 1825, seulement un mois après.
Fondée en août, la Compagnie anglomexicaine a acheté quatre mines dont la riche Valenciana. L'extraction débute mi-novembre. À partir du 10 décembre, l’action triple en un mois. Mais il reste à pomper les galeries inondées de Zacatecas, louée au comte Pérès Galvez. Le quintuplement espéré de la production prendra quatre ans :
| Premières années de la Compagnie anglomexicaine | 1825 | 1826 | 1827 | 1828 |
| Production en millions de dollars               | 0,12 | 0,34 | 0,46 | 0,57 |

Le printemps 1825 est ensuite marqué par une crise du coton et la faillite de la London Bank. Du coup, lorsque la nouvelle d'une baisse des prix de vente mondiaux se répand dans plusieurs secteurs (métaux, textiles), la demande pour les actions et les emprunts s'assèche. Le taux d'intérêt remonte. Fin novembre 1825, alors que s'achève enfin la construction du Palais Brongniart français, la Banque de Plymouth fait faillite. Le 5 décembre c'est celle de Peter Pole à Londres, lié à 44 Country banks. En tout, 59 banques anglaises sont menacées de faillite entre octobre et février. Des épargnants veulent convertir leurs billets de banque en or. Du 12 au 13 décembre, les transactions financières sont paralysées. Le 15 décembre, la Banque d'Angleterre relève son taux d’escompte à 5%. Le surlendemain, le 17 décembre 1825, le cours des actions sud-américaines s'effondre à la Bourse de Londres, d'autant que la confiance dans les investissements internationaux vient d'être affectée par l'Insurrection décabriste en Russie, trois jours plus tôt.
Le jeune Irlandais Edmond Temple, directeur de la Potosi, La Paz and Peruvian Mining Association, vient à peine d'arriver en Bolivie. La politique monétaire anglaise n'est heureusement plus celle de la crise de 1797. Pour atténuer le choc, l'escompte n'est doublée que pendant trois semaines. Le krach génère aussi l'adoption en urgence du Bank Charter Act de 1826, réservant l'émission de billets aux banques ayant plus de six associés. Mais en Amérique latine, toutes les obligations restent sous leur cours d'émission et le PIB mexicain continuera à se rétracter jusqu'aux années 1860.
À la suite de la panique boursière, de nombreux déposants veulent retirer leur épargne et convertir leur billets de banque en or.

### Conséquences économiques
De nombreuses banques qui avaient prêté à ces sociétés ou acheté une partie de leur capital sont en difficulté au début de l'année 1826 et se retrouvent incapables de continuer à distribuer du crédit. Entre octobre 1825 et février 1826, 59 banques provinciales anglaises furent déclarées en faillite. Au cours de la seule année 1826, environ 3300 entreprises font faillite. En France, le secteur de l'industrie textile subit de graves difficultés, d'autant que les points de vente se raréfient en raison de faillites de commerces. Les entreprises sont affectées par une baisse générale des prix, les économistes considérant que la déflation a atteint le niveau record d'un recul de plus de 11 % des prix en Angleterre et plus de 6 % en Angleterre. La déflation est aggravée par une pénurie de moyens de paiement. Une large partie des billets des banques provinciales consistait en petites coupures dont le public ne voulait plus et les commerçants encore moins.

### Conséquences financières
Le parlement anglais décida en 1826 d'interdire aux banques régionales, via la première version du Bank Charter Act, l'émission de billets de banque d'un montant inférieur à 5 livres sterling, en fixant cette interdiction à partir du 5 avril 1829, pour limiter l'impact de la crise. Ce Bank Charter Act encourage parallèlement la création de banques dotées d'un capital pour pallier la disparition des banques régionales disparues : les banques qui comptent plus de six associés pourront émettre des billets de banque sans restriction, à condition qu'elles soient situées dans des localités situées à plus de 65 miles de Londres. Malgré cela, la création de banques par actions fut très lente : trois seulement furent formées en 1826, quatre en 1827 et six en 1829. La Banque d'Angleterre avait en effet été incitée à créer des succursales en province.
En France, quelques maisons de banque impliquées dans les transactions internationales, connurent une banqueroute, dont celle de Sartoris d'Escherny, qui était établie à Londres depuis plus de vingt ans, et qui était associée à la banque Greffuhle.

### Chronologie
- 1818 : indépendance du Chili
- 1819 : crise bancaire de 1819 aux États-Unis
- 1819 : l'Act for the Resumption of Cash Payments rétablit la convertibilité-or
- 1821 : la convertibilité-or effective grâce à la meilleure disponibilité des métaux précieux
- 18 septembre 1821 : la guerre d'indépendance du Mexique achevée
- 1821 : 3e version de Des principes de l'économie politique et de l'impôt, de David Ricardo
- 1821 : les Frères Arnaud créent au Mexique "El Cajon de Ropa de Las Sietes Puertas"
- avril 1822 : le parlement autorise les billets de moins de 5 livres
- 1822 : les États-Unis reconnaissent les républiques nées de l'éclatement de l'Empire espagnol
- 9 décembre 1824 : naissance du Pérou après la bataille d'Ayacucho
- 11 janvier 1825 : flambée des actions mexicaines[7].
- 1825 : invention à Boston du système Suffolk, chambre de compensation pour les billets de banque
- 1825 : le Chili créé une banque nationale, au capital de 10 millions de piastres
- 1825 : New York reliée au Lac Ontario par les 600 kilomètres du Canal Érié
- novembre 1825 : la construction du Palais Brongniart achevée
- 14 décembre 1825 : Insurrection décabriste en Russie
- 17 décembre 1825 : le cours des actions s'effondre à la Bourse de Londres
- 1826 : première version du Bank Charter Act. Les billets de banque inférieur à 5 livres interdits. les banques à plus de six associés peuvent en émettre sans restriction, si elles sont à plus de 65 miles de Londres.